# Tractats de Ribemont

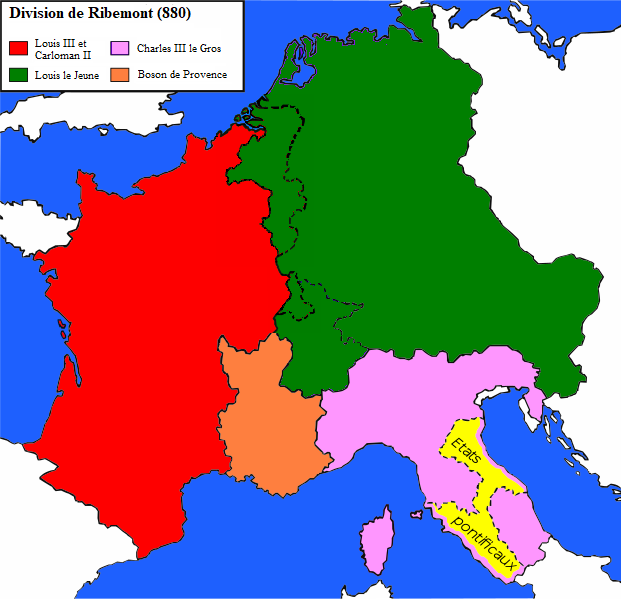
El repartiment de l'impiri carolingi al 880.

Els Tractats de Ribemont són dos tractats signats a Ribemont (França), el primer al 800 i el segon al 1179, amb els quals el regne franc de Carlemany continua el procés de fragmentació després de la seva mort.

## Tractat del 880
Fou signat al mes de febrer del 880 per Lluís III d'Alemanya i els seus cosins, els germans carolingis, Lluís III de França i Carloman II, successors del seu pare, el rei Lluís II el belga. El tractat és fruit de la voluntat de mantenir les tradicions franques de descendència. En efecte, després de la mort d'un sobirà, la tradició vol que el regne sigui repartit de manera equitativa entre els fills. Això condueix a un primer tractat, el Tractat de Verdun. El regne queda dividit en tres: França, Lotaríngia i Germània. Els tractats de Ribemont concerneixen Loratíngia que és objecte altre cop de lluites fratricides. En efecte, Lluís III el Jove, rei de Germània, està disposat a preparar la guerra als reis carolingis Lluís III i Carloman II. Però, la proclamació de Bosó de Provença com a rei de Borgonya l'octubre del 879 i les ofensives vikingues, fa que els tres sobirans decideixen aparcar les seves diferències i signen el tractat que redefineix novament les fronteres del que fou l'imperi Carolingi.

## Tractat del 1179
El tractat fou signat el 2 de maig del 1179 entre els fills del duc Mateu I de Lorraine amb la mediació de Filip, comte de Flandres i de Vermandois. Aquest darrer havent mort el 1176, la successió al ducat esdevé la reivindicació del fill més gran, Simon II, i del petit, Ferry I de Bitche. Els dos germans es fan la guerra durant tres anys fins que s'opera al nou repartiment l'any 1179.